# Insidios (film)
Insidios  (titlu original: Insidious) este un film de groază american din 2010 regizat de James Wan. În rolurile principale joacă actorii Patrick Wilson, Rose Byrne și Barbara Hershey. Filmul prezintă povestea unui cuplu al cărui fiu intră într-o stare inexplicabilă de comă și ajunge să fie posedat de fantome dintr-o dimensiune astrală. A avut premiera în cinematografe la 1 aprilie 2011.

## Distribuție
- Patrick Wilson ca Josh Lambert
  - Josh Feldman ca tânărul Josh
- Rose Byrne ca Renai Lambert
- Lin Shaye ca Elise Rainier
- Ty Simpkins ca Dalton Lambert
- Barbara Hershey ca Lorraine Lambert
- Leigh Whannell ca Spectru
- Angus Sampson ca Tucker
- Andrew Astor ca Foster Lambert
- Heather Tocquigny ca Asistenta Kelly
- Corbett Tuck ca Asistenta Adele
- Ruben Pla ca Dr. Sercarz
- John Henry Binder ca Părintele Martin

### EntitățiInsidious
- Joseph Bishara - the Lipstick-Face Demon
- J. LaRose - the Long Haired Fiend
- Philip Friedman - the Old Woman
- Kelly Devoto & Corbett Tuck - Doll girls
- Lary Crews - the Whistling Ghost Dad
- Jose Prendes - Top Hat Guy
- Caslin Rose - the Ghoul / Contortionist (nemenționat)